# Баласко, Жозиан
Жозиа́н Баласко́ (фр. Josiane Balasko, настоящее имя хорв. Josiane Balašković , 15 апреля 1950, Париж) — французская актриса театра и кино франко-хорватского происхождения, кинорежиссёр и сценарист. Член театральной труппы «Le Splendid». Получила известность благодаря своим комедийным ролям.

## Биография
Училась на курсах Тани Балашовой. Вошла в труппу парижского театра-кафе Le Splendid .
Жозиан Баласко — мать актрисы Марилу Берри от Филиппа Берри.
С 2003 г. замужем за актёром Жоржем Агиларом.

## Фильмография

### Режиссёр
- 1985 — Проблемы / Sac de nœuds
- 1987 — Легавые / Мусора / Les Keufs
- 1991 — Дьявольская жизнь / Ma vie est un enfer
- 1996 — Проклятый газон / Gazon maudit
- 1998 — Крик любви / Un grand cri d’amour
- 2004 — Бывшая подруга жизни / L’Ex-femme de ma vie
- 2008 — Клиентка французского жиголо / Cliente
- 2013 — Ненетт / Demi-sœur

### Актриса
- 1973 — Агрессия / L’Agression
- 1973 — Год 01 L’An 01
- 1976 — Жилец / Le locataire — работник офиса
- 1977 — Чудовище / L’Animal — девушка в супермаркете
- 1977 — Неженки / Маленькие ласки / Les Petits Câlins — Корин
- 1977 — Мы все попадём в рай / Nous irons tous au paradis — Джози, девушка Люсьена
- 1977 — Скажите ей, что я её люблю / Dites-lui que je l’aime — Надин
- 1978 — Божья коровка в Монте-Карло / Херби в Монте-Карло / La Coccinelle à Monte-Carlo
- 1978 — / Si vous n’aimez pas ça, n’en dégoûtez pas les autres
- 1978 — (Как) черепаха на спине / La tortue sur le dos
- 1978 — Полина и компьютер / Pauline et l’ordinateur
- 1978 — Загорелые / Les bronzes — Натали Морин
- 1978 — Les 400 Coups de Virginie
- 1979 — У героев не мёрзнут уши / Les Héros n’ont pas froid aux oreilles
- 1979 — Загорелые на лыжах / Les bronzes font du ski — Натали Морин
- 1980 — Клара и шикарные типы / Clara et les chics types — Луиза
- 1981 — Мужчины предпочитают толстушек / Les Hommes preferent les grosses
- 1981 — Школьный учитель / Наставник / Le Maître d'école
- 1981 — Отель «Америка» / Hôtel des Amériques — Колетт
- 1982 — Дед мороз — Полный отстой / Дед Мороз — отморозок / Новый Год по — французски / Le Père Noël est une ordure
- 1983 — Месть пернатого змея
- 1983 — Папаша сопротивляется / Papy fait de la résistance
- 1983 — Верх благополучия / Signes extérieurs de richesse — Беатрис Фламанд
- 1984 — Придурок / P’tit con — Роланда
- 1984 — Свита / La Smala
- 1984 — Месть пернатого змея / Le Vengeance du serpent à plumes
- 1985 — Проблемы / Sac de nœuds
- 1985 — Сцены из жизни / Tranches de vie — парижанка
- 1986 — Ночь наслаждения / Хмельная ночь / Nuit d’ivresse
- 1986 — Братья Петард / Братья Косяк / Les Frères Pétard
- 1987 — Легавые / Мусора / Les Keufs — инспектор Мулинес
- 1988 — Без страха и упрёка / Sans peur et sans reproche
- 1988 — Ночь в Национальной Ассамблее / Une nuit à l’Assemblée nationale
- 1989 — Слишком красива для тебя / Trop belle pour toi — Колетт
- 1991 — Профессиональные тайны доктора Апфельглукк / Les secrets professionnels du Dr Apfelgluck
- 1991 — Дьявольская жизнь / Ma vie est un enfer
- 1993 — Тень сомнения / L’Ombre du doute
- 1993 — Не всем повезло с родителями-коммунистами / Tout le monde n’a pas eu la chance d’avoir des parents communistes
- 1994 — Коварство славы / Большая усталость / Grosse Fatigue
- 1996 — Проклятый газон / Gazon maudit
- 1997 — Дидье / Didier
- 1997 — Арлетт / Arlette — Арлетт
- 1998 — Крик любви / Un grand cri d’amour — Жижи Ортега
- 1999 — Сын француза / Le Fils du Français
- 2000 — Распутник / Le libertin
- 2000 — Актёры / Les Acteurs
- 2000 — Побег из курятника / Chicken Run — озвучка
- 2001 — Преступление в раю / Un crime au paradis
- 2001 — Распутницы / Absolument fabuleux — Эдди Муссон
- 2002 — Большая гонка / Le raid — мадам Джо
- 2003 — Эта женщина / Cette Femme-là
- 2004 — Мадам Эдуар / Madame Édouard
- 2004 — Бывшая подруга жизни / L’Ex-femme de ma vie
- 2005 — Наша безумная жизнь / La vie est à nous !
- 2006 — Весёлые и загорелые / Les Bronzes 3: amis pour la vie — Натали Морин
- 2007 — Красный отель / L’Auberge rouge — Роуз Мартин
- 2007 — Ключ / La clef
- 2008 — Высокий музей, низкий музей / Musée haut, musée bas
- 2008 — Клиентка французского жиголо / Cliente
- 2009 — Однажды в Версале / Bancs publics (Versailles rive droite) — Соланж Ренивей
- 2009 — Элегантность ёжика / Le Hérisson — консьержка Рене Мишель
- 2009 — Ruby Blue
- 2009 — Neuilly sa mère !
- 2010 — Holiday
- 2011 — Славный городок / Beur sur la ville — Мейми Нова
- 2011 — Секса много не бывает / Un heureux événement — Клер
- 2013 — Ненетт / Demi-soeur — Ненетт
- 2019 — Всё включено / All inclusive — Лулу

## Награды и номинации
- 1990 — номинация на «Сезар» за лучшую женскую роль в фильме «Слишком красива для тебя»
- 1994 — номинация на «Сезар» за лучшую женскую роль в фильме «Не всем повезло с родителями-коммунистами»
- 1996 — номинация на «Сезар» за лучший фильм и «Сезар» за лучшую режиссуру фильма «Проклятый газон»
- 1996 — Премия «Сезар» за лучший оригинальный или адаптированный сценарий фильма «Проклятый газон»
- 2000 — Почётный «Сезар»
- 2004 — номинация на «Сезар» за лучшую женскую роль в фильме «Эта женщина»